# Franklin Park (Illinois)
Franklin Park – wieś w Stanach Zjednoczonych, w stanie Illinois, w hrabstwie Cook.